# Heiner Stumpf
Heiner Stumpf es un deportista alemán que compitió para la RFA en piragüismo en la modalidad de eslalon. Ganó tres medallas en el Campeonato Mundial de Piragüismo en Eslalon entre los años 1957 y 1965.

## Palmarés internacional
| Campeonato Mundial | Campeonato Mundial | Campeonato Mundial | Campeonato Mundial |
| Año                | Lugar              | Medalla            | Competición        |
| ------------------ | ------------------ | ------------------ | ------------------ |
| 1957               | Augsburgo (RFA)    | Medalla de oro     | C1 por equipos     |
| 1963               | Spittal (Austria)  | Medalla de plata   | C1 por equipos     |
| 1965               | Spittal (Austria)  | Medalla de plata   | C1 por equipos     |